# Carl Julius Blumenhagen
Carl Heinrich Ernst Julius Blumenhagen (* 28. März 1789 in Hannover; † 16. Januar 1870 in Hannoversch Münden) war ein deutscher Dichterjurist.

## Leben
Blumenhagen war der Sohn eines Kämmereisekretärs in Hannover. Sein Bruder war der Schriftsteller Wilhelm Blumenhagen. Er begann im Herbst 1810 sein Studium der Rechtswissenschaften an der Universität Göttingen und trat dem Corps Hannovera bei. Am Befreiungskrieg gegen Napoleon nahm er 1813 bei den Jägern des hannoverschen Generals Carl von Beaulieu-Marconnay teil, einer Einheit der leichten Infanterie.
Nach Vollendung des Studiums fand er 1818 Aufnahme in den hannoverschen Staatsdienst als Amtsassessor in Reinhausen und 1824 in Herzberg am Harz. 1840 wurde er Amtmann in Münden, wo er zuletzt im Amt eines Regierungsrats bis zu seinem Ruhestand 1865 tätig war.
Anerkennung fand er auch außerhalb seiner dienstlichen Tätigkeit. Als Schriftsteller und Lyriker fand er zu seiner Zeit großen Anklang. Neben der Veröffentlichung seiner eigenen Schriften, verfasste er zahlreiche Gedichte zu bedeutenden Anlässen und offiziellen Festlichkeiten in Hannover. In den Befreiungskriegen verfasste er 1813 das „Jägerlied“, welches er seinem Oberstleutnant Carl von Beaulieu-Marconnay widmete. So verfasste er die Gedichte zur Feier der Anwesenheit Georg IV. von Hannover und zum hundertjährigen Jubiläum der Georg-August-Universität Göttingen. Die Universität Göttingen verlieh ihm für seine Verdienste und Leistungen in diesem Bereich bereits 1821 die Ehrendoktorwürde eines Dr. phil h. c. Blumenhagen war Commandeur des Guelphenordens und wurde von der Stadt Hannoversch Münden zum Ehrenbürger ernannt.
Sein Schwiegersohn und Corpsbruder Gustav Scharlach, ein Consemester und lebenslanger Freund Otto von Bismarcks aus gemeinsamer Göttinger Zeit, wurde ebenfalls Amtshauptmann in Hannoversch Münden.

## Schriften
- Reduction des französischen Geldes auf Hannöversche Cassenmünze und dieser auf französisches Geld. Hannover 1809.
- Jägerlied - Dem Königl. Großbritt. Obristlieutenant und Oberforstmeister Herrn von Beaulieu in tiefer Hochachtung, 1813. (Digitalisat)
- Deutsche Harfentöne, 1813. (Digitalisat)
- Der Numantiner Freiheitskampf: Tragödie in fünf Acten, Vandenhoeck und Ruprecht, 1814.
- Literatur-Blatt zum Morgenblatt für gebildete Stände, 1815, Nr. 19.
- Rede an die Landsturmmänner des Bezirks Geismar: gehalten den 18ten October 1815 zu Reinhausen; Zum Besten verwundeter Hannöverscher Landwehrmänner, Dieterich. Göttingen 1815.
- Poetische und wissenschaftlichen Beiträge in: Thusnelda. Unterhaltungsblatt für Deutsche. Herausgegeben von Carl Wilhelm Grote und Friedrich Raßmann. Berlin, Maurer. April bis Dezember 1816. Neun Hefte in zwei Bänden
- Beiträge in: Zeitlosen. Eine Blüthenlese aus den Gaben der Freunde und eigen Dichtungen. von Karl Wilhelm Grote. Erstes (einziges) Gewinde. Wesel 1817.
- Festlied zur Einführung der königlichen Justiz-Canzley in Göttingen, derselben gewidmet von der Universität und Stadt Göttingen, 1817.
- Gedichte zur Feier der Anwesenheit Georg IV.
- Dem hundertjährigen Jubel-Feste der Georgia Augusta geweihet von dem allgemeinen Magistrate und den Bürger-Vorstehern Namens der Stadt Göttingen und ihrer Bürgerschaft am 17. September 1837, 1837.